# Andreas Mokdasi
Andreas Mokdasi, född den 8 maj 1984, en svensk friidrottare (sprinter)tävlande för Hässelby SK. Han vann SM-guld på 400 meter utomhus år 2004 och inomhus åren 2006 och 2008. 
Vid U23-EM i Erfurt, Tyskland år 2005 blev Mokdasi utslagen på 400 meter med tiden 47,34. Han sprang även långa stafetten tillsammans med Erik Lundvik, Niklas Larsson och Gustav Sewall, men de blev utslagna i försöken.
Vid VM inomhus i Moskva år 2006 deltog han ihop med Joni Jaako, Johan Wissman och Mattias Claesson i det svenska långa stafettlaget som kom på en fjärdeplats på 4x400 meter med tiden 3:07,32. I föröksheatet satte man nytt svenskt rekord med 3:07,10.

## Personliga rekord
| Utomhus - 100 meter – 10,83 (Sundsvall 24 juli 2007) - 100 meter – 10,74 (medvind 4,0 m/s) (Stockholm 14 juni 2007) - 200 meter – 21,51 (Borlänge 15 augusti 2004) - 200 meter – 21,41 (medvind 4,0 m/s) (Halmstad 19 juli 2008) - 400 meter – 46,97 (Karlstad 7 augusti 2004) - 400 meter – 46,97 (Stockholm 26 juli 2005) - Längdhopp – 7,31 (Mannheim, Tyskland 21 juni 2003) | Inomhus - 60 meter – 7,16 (Göteborg 8 februari 2003) - 200 meter – 21,83 (Malmö 12 februari 2005) - 400 meter – 47,57 (Sätra 26 februari 2006) |